# Bukovlje (ort i Bosnien och Hercegovina)
Bukovlje är en ort i Bosnien och Hercegovina.   Den ligger i entiteten Federationen Bosnien och Hercegovina, i den centrala delen av landet, 40 km nordväst om huvudstaden Sarajevo. Bukovlje ligger 465 meter över havet och antalet invånare är 844.
Terrängen runt Bukovlje är huvudsakligen kuperad. Bukovlje ligger nere i en dal.Runt Bukovlje är det ganska tätbefolkat, med 93 invånare per kvadratkilometer.. Närmaste större samhälle är Zenica, 19,9 km väster om Bukovlje. 
Omgivningarna runt Bukovlje är en mosaik av jordbruksmark och naturlig växtlighet.